# Tûranor PlanetSolar
Tûranor PlanetSolar, nota anche con il nome del progetto PlanetSolar, è la più grande nave solare al mondo. È stata progettata da Design LOMOcean, costruita da Knierim Yachtbau presso il cantiere di Howaldtswerke-Deutsche Werft a Kiel, in Germania, e varata il 31 marzo 2010.
L'iniziatore e fondatore del progetto è l'eco-esploratore ed eco-imprenditore Raphael Domjan, assieme ad altri co-fondatori: Paola Ghillani, Stefan Nowak e Pierre-Marcel Favre.
L'idea nacque in Islanda, dove Raphael Domjan, constatato lo scioglimento dei ghiacciai, decise di presentare alla stampa il suo progetto, il 16 marzo 2006 a Yverdon-les-Bains, in Svizzera.
Da maggio 2012, Tûranor è divenuto il primo veicolo elettrico a energia solare a circumnavigare il globo.
Il nome Tûranor, derivato dal romanzo Il Signore degli Anelli di J. R. R. Tolkien, è traducibile come "il potere del sole".

## Caratteristiche tecniche

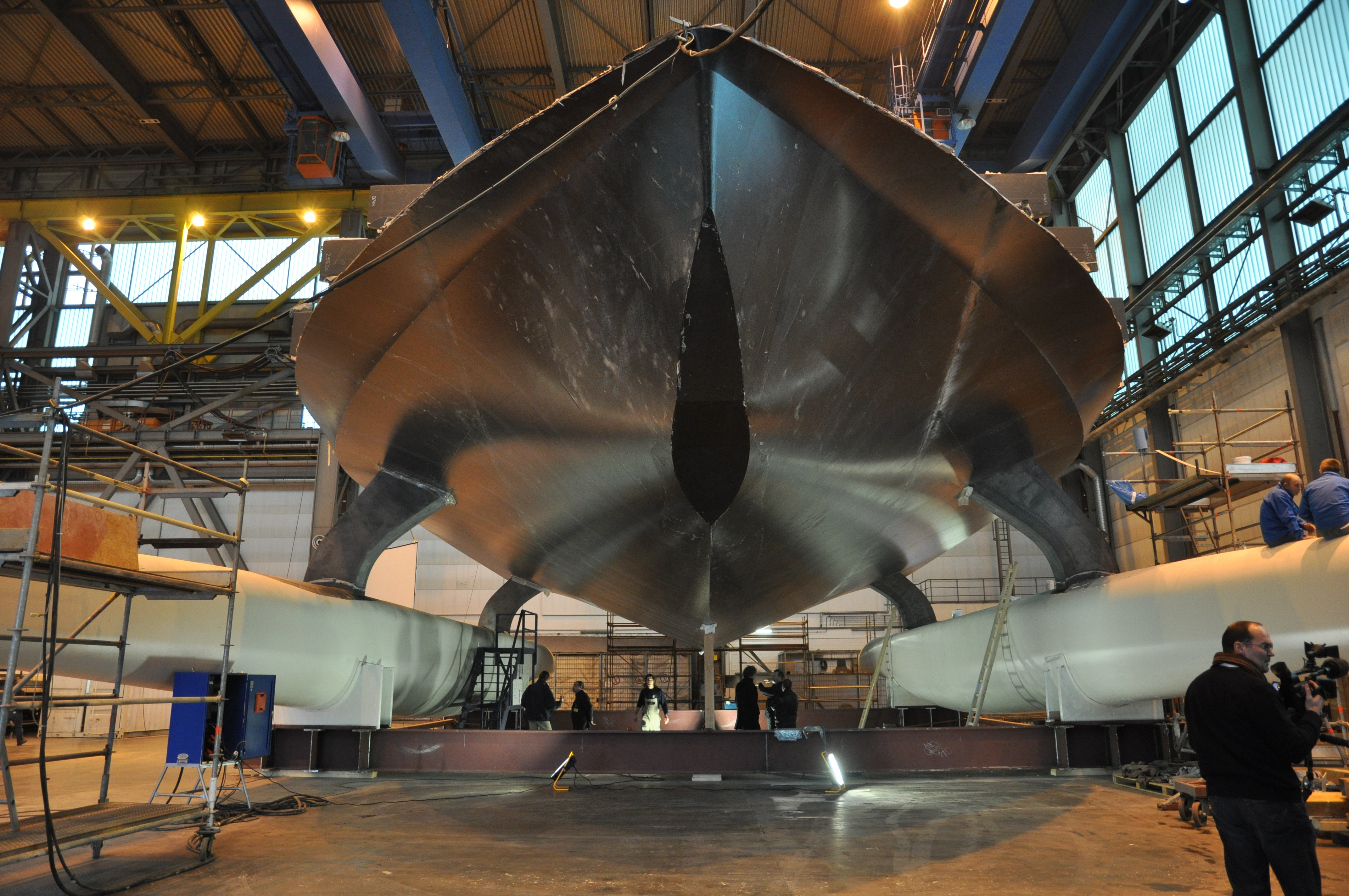
La nave in fase di costruzione

L'imbarcazione è ricoperta da oltre 500 metri quadrati di pannelli solari con una potenza nominale di 93 kW,è presente infatti il rischio di incendi per l'energia prodotta e contenuta in una sola nave. I pannelli generatori sono a loro volta collegati a uno dei due motori elettrici dislocati in ognuno dei due scafi. È stata costruita interamente in materiale composito: fibra di carbonio con pannelli a sandwich a nido d'ape con densità diverse a seconda del tipo di struttura (scafo, puntone, ecc.). La sua carena è in grado di ospitare 200 persone, e grazie alla sua particolare forma è in grado di raggiungere una velocità massima di quattordici nodi. La barca può navigare sia di giorno che di notte grazie alle batterie immesse negli scafi che accumulano l'energia derivata dai pannelli solari. Secondo i suoi costruttori, la barca deve essere in grado di garantire un'autonomia di tre giorni. Lo scafo della barca è stato testato in galleria del vento, per determinare l'idrodinamica e aerodinamica dello stesso. Questa barca, lunga 31 metri, è stata progettata per essere utilizzata in futuro come uno yacht di lusso, subito dopo la fine del tentativo di record.
La barca è stata registrata in Svizzera ed è stata finanziata da un imprenditore tedesco. Il costo di costruzione è stato di 12,5 milioni di euro.
Data la sua dipendenza totale dall'irradiamento solare, uno staff di meteorologi ha costantemente fornito dati per una navigazione ottimale, dove l'ottimizzazione tra i dati meteorologici ed il percorso sono stati forniti mediante un apposito software di routing, in grado di esaminare anche il livello di carica della batteria e il livello di irradiamento del sole.

## Circumnavigazione del globo

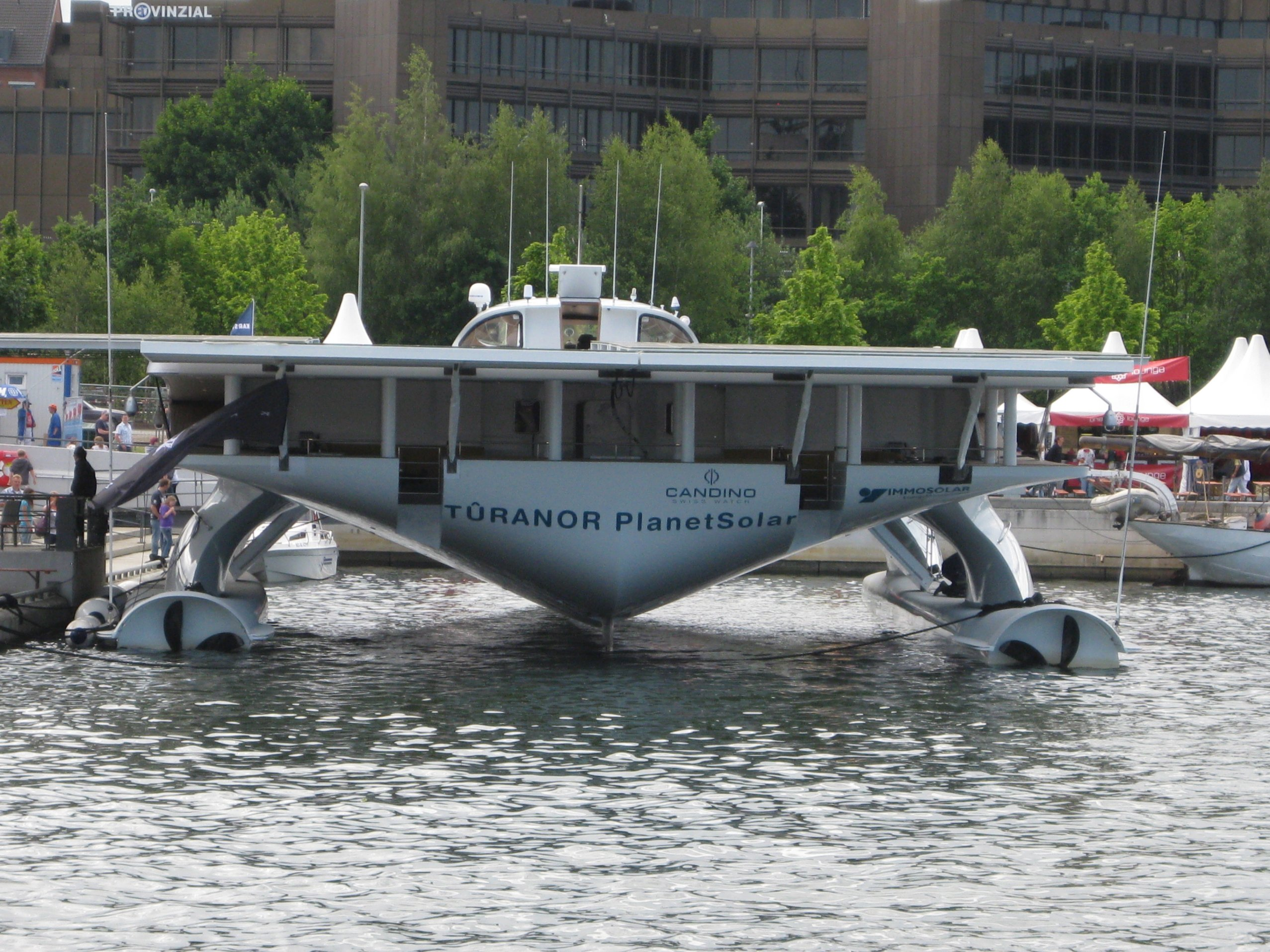
Vista posteriore

Il 27 settembre 2010 il Tûranor PlanetSolar ha iniziato il suo viaggio attorno al mondo, partendo dal Principato di Monaco. Con questa spedizione, gli iniziatori del progetto hanno voluto coinvolgere l'opinione pubblica sull'importanza delle energie rinnovabili per la tutela dell'ambiente. L'equipaggio di sei persone ha circumnavigato il globo con il solo ausilio dell'energia solare. Il capitano della spedizione è il francese Patrick Marchesseau. Gli altri partecipanti sono Christian Ochsenbein (Berna, Svizzera) e il nostromo Jens Langwasser (Kiel, Germania), nonché l'iniziatore del progetto Raphael Domjan (Yverdon-les-Bains, Svizzera). Sulla prima tratta, attraverso l'Oceano Atlantico, hanno fatto parte dell'equipaggio il tecnico Daniel Stahl (Kiel, Germania) e la reporter Mikaela von Koskull (Finlandia). Il 27 novembre 2010, la barca solare ha raggiunto Miami. Una tappa significativa è stata a Cancún, nel corso della Conferenza mondiale sul clima delle Nazioni Unite.
A metà del tour mondiale, il capitano franco-canadese Erwann Le Rouzic raggiungendo Numea in Nuova Caledonia verso la metà maggio 2011, ha preso il comando dell'imbarcazione per il prosieguo della circumnavigazione.

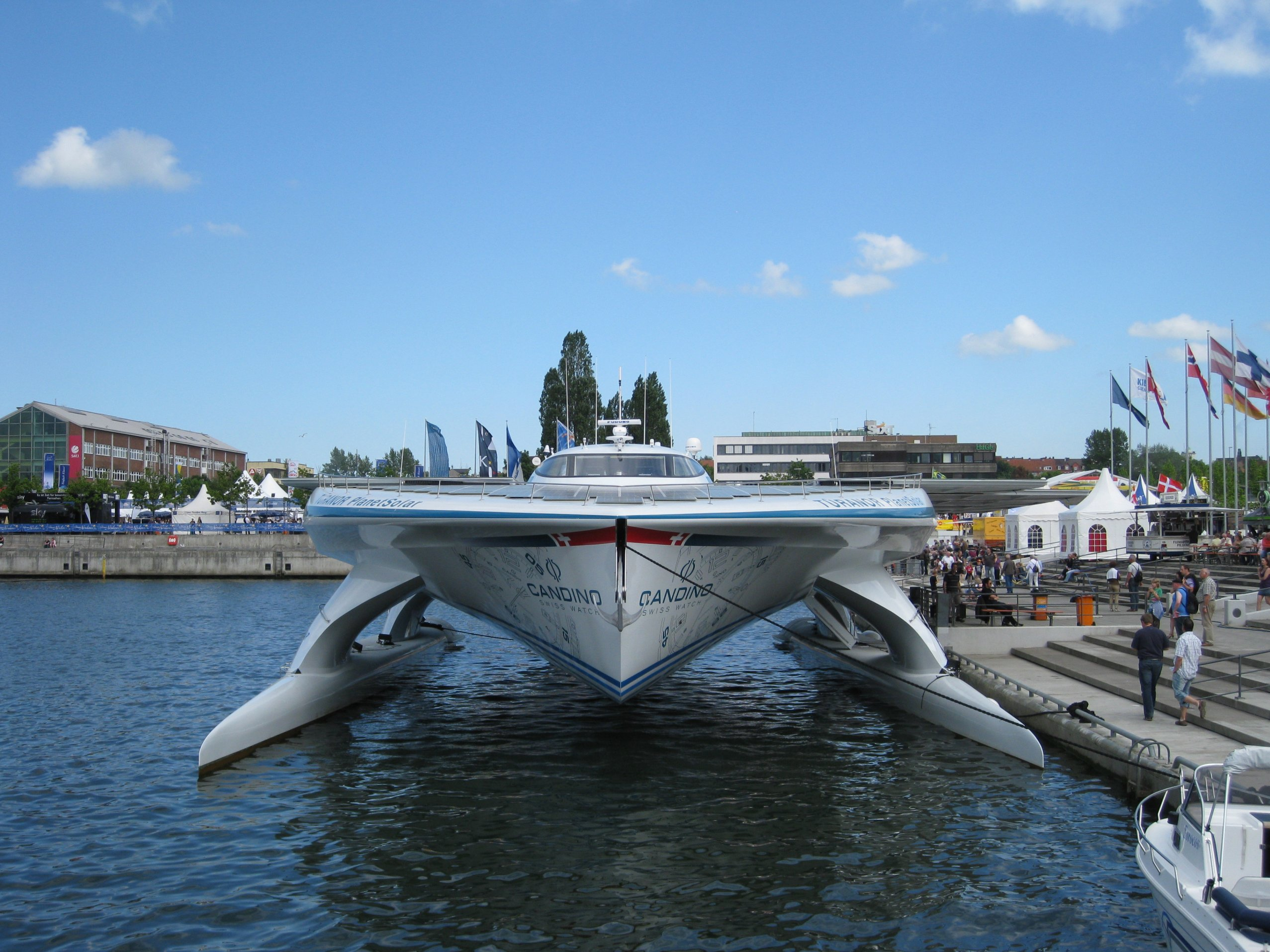
Vista frontale dell'imbarcazione

A fine maggio 2011, la barca ha attraccato a Brisbane, dove in una cerimonia ufficiale, il "Relay PlanetSolar for Hope", bambini e giovani avevano la possibilità di partecipare e presentare le loro visioni e le loro speranze per un mondo che utilizza l'energia solare, attraverso saggi, video, musiche, disegni e modelli.
Con questa prima spedizione mediante una barca solare attorno a tutto il mondo, la Tûranor PlanetSolar ha raggiunto due record:
- la più veloce traversata dell'Oceano Atlantico in barca solare: 26 giorni e 34 minuti, precedentemente detenuto dal Sun21 con 26 giorni, 19 ore e 10 minuti;
- la distanza più lunga mai coperta da un veicolo solare: con 9904 miglia nautiche o 18.342 chilometri di distanza, superando il precedente record di 15.070 chilometri ottenuto dal Midnight Sun Solar Race Team tra il Canada e gli Stati Uniti d'America.

Dopo 584 giorni, precisamente il 4 maggio 2012, la Tûranor PlanetSolar ha fatto ritorno a Monaco dopo aver circumnavigato tutto il globo. Durante il viaggio vi furono problemi tecnici al sistema dell'elica che costrinsero la nave a rimanere in un porto asiatico per due settimane di manutenzione. La nave è ora prevista per un restyling in modo che possa essere in seguito noleggiata dai turisti per tour nel Mar Mediterraneo. Sono previste crociere con 12 passeggeri e 4 membri dell'equipaggio a bordo.
Già in precedenza la Ady Gil, una barca alimentata a biodiesel e progettata da LOMOcean Design, aveva tentato di impostare un record circumnavigando il mondo, ma il 7 gennaio 2010 affondò in seguito ad una collisione con la baleniera giapponese MV Shōnan Maru 2.